# Doushan Shuiku
Doushan Shuiku är en reservoar i Kina. Den ligger i provinsen Shandong, i den östra delen av landet, omkring 220 kilometer sydost om provinshuvudstaden Jinan. Doushan Shuiku ligger 120 meter över havet. Arean är 13,5 kvadratkilometer. Trakten runt Doushan Shuiku består till största delen av jordbruksmark. Den sträcker sig 7,7 kilometer i nord-sydlig riktning, och 8,3 kilometer i öst-västlig riktning.
Genomsnittlig årsnederbörd är 1 001 millimeter. Den regnigaste månaden är juli, med i genomsnitt 334 mm nederbörd, och den torraste är januari, med 7 mm nederbörd.